# Дерильня
Дерильня — река в Московской и Тверской областях России, левый приток Дёржи.
Берёт начало в Крупином болоте на стыке Московской, Тверской и Смоленской областей. Течёт на северо-восток. По большей части русла проходит граница между Московской (городской округ Шаховская) и Тверской (Зубцовский район) областями. Впадает в Дёржу в 4 км южнее станции Княжьи Горы Рижского направления Октябрьской железной дороги.
Длина — 12 км. Равнинного типа. Питание преимущественно снеговое. Замерзает обычно в середине ноября, вскрывается в середине апреля.
Из-за заболоченных верховий и безлесных обжитых берегов река не представляет интереса для туристов. На левом берегу реки стоит деревня Житново.

## Данные водного реестра
По данным государственного водного реестра России, относится к Верхневолжскому бассейновому округу. Речной бассейн — (Верхняя) Волга до Куйбышевского водохранилища (без бассейна Оки), речной подбассейн — бассейны притоков (Верхней) Волги до Рыбинского водохранилища, водохозяйственный участок — Волга от города Зубцова до города Твери, без реки Тверцы.